# Herbert Niemann
Siegfried Herbert „Jimmy“ Niemann (* 12. Dezember 1935 in Bernburg (Saale); † 19. Februar 1991 in Berlin) war ein deutscher Judoka.
Herbert Niemann, von allen nur „Jimmy“ genannt, errang 1961 als erster einen Judo-Europameistertitel für die Deutsche Demokratische Republik (DDR). Insgesamt wurde er viermal Europameister. Zur Olympiade 1964 in Tokio war er der einzige Bewerber aus der DDR, der sich in den Ausscheidungskämpfen gegen westdeutsche Judoka für die gesamtdeutsche Olympiamannschaft qualifizierte. Aufgewachsen in Drosa bei Köthen (Anhalt) absolvierte Herbert Niemann zunächst nach seiner Schulausbildung eine Lehre als Stellmacher in seinem Heimatort.

## Karriere als Judoka
Judo lernte Herbert Niemann 1954 bei seinem Dienst in der Kasernierten Volkspolizei kennen. Auf Grund seines offensichtlichen sportlichen Talents für diese damals noch wenig populäre Sportart wurde er 1956 für den ZSK Vorwärts gesichtet und in das Leistungszentrum in Strausberg übernommen. In der Nahkampfausbildung hatte er solide Judo-Grundkenntnisse erworben. Seine weitere schwerathletische Ausbildung übernahm der damalige ZSK/ASK-Cheftrainer Willi Lorbeer. Das Training im Armee-Sportklub forderte den sportlichen Ehrgeiz besonders heraus, so dass Niemann in der Schwergewichtsklasse recht schnell zu Erfolgen bei nationalen Judowettkämpfen und den Armeespartakiaden der Warschauer Vertragsstaaten kam. Nach der Rückkehr von den Europameisterschaften (EM) 1959 in Wien beantragte Niemann beim Vorsitzenden des Trainerrates im Deutschen Judo-Verband (DJV), Horst Wolf, die Teilnahme an den Prüfungen zum 1. Dan. Im Dezember desselben Jahres legte er in Leipzig zusammen mit seinem Mannschaftskameraden Erich Zielke die Prüfung zum 1. Dan ab. Bei der EM 1961 in Mailand erreichte er dann den Finalkampf in der Kategorie „1. Dan“, in welchem er Yves Reymond aus Frankreich besiegte. Damit gewann er als erster DDR-Judoka einen Europameistertitel für den DJV. Bis zur Beendigung seiner aktiven Karriere 1966 folgten drei weitere EM-Titel. Größter Erfolg des Schützlings von Trainer Hubert Sturm war der Titelgewinn bei der EM 1964 im eigenen Land in der Ost-Berliner Werner-Seelenbinder-Halle. An gleicher Stelle konnte er im Teamwettbewerb mit der DDR-Auswahlmannschaft noch einen 3. Platz erreichen.
Mit Anton Geesink, gegen den er 1961 in Mailand im EM-Finale des Schwergewichtes knapp unterlegen war, verband Herbert Niemann eine durch Respekt geprägte freundschaftliche Beziehung. Niemann war der einzige Europäer, der Geesink innerhalb eines Kampfes seinerzeit zu Fall gebracht hatte. Auf nationaler Ebene war Karl Nitz vom SC Dynamo Berlin sein größter Konkurrent.
Als Mitglied der „gesamtdeutschen Olympiamannschaft“ nahm Herbert Niemann 1964 als einziger Judoka des DJV an den Olympischen Sommerspielen in Tokio teil. Bei dieser Olympiade gehörte Judo erstmals zu den olympischen Sportarten und Niemann war ein aussichtsreicher Medaillenkandidat im Schwergewicht. Wegen einer bei den Vorbereitungen für den olympischen Wettkampf vor Ort in Tokio zugezogenen Rippenverletzung konnte er sein Leistungsspektrum nicht abrufen und schied in den Vorrundenkämpfen gegen den Gewinner der Bronzemedaille, Ansor Kiknadse, aus. Bei den vierten Judo-Weltmeisterschaften 1965 in Rio de Janeiro blieb er trotz seiner Favoritenrolle als amtierender Europameister ohne Medaillenerfolg.
1966 konnte Herbert Niemann nach 1964 und 1965 den Adria-Cup in Split, der nur im Schwergewicht ausgetragen wurde, das dritte Mal in Folge gewinnen und unterstrich dabei seine kämpferische Konstanz. Internationale Beachtung hatte er schon vorher vor allen Dingen mit dem erfolgreichen Kampfstil als „Linkskämpfer“ und seinen Spezialtechniken wie Hiza-Guruma oder seinem legendären Uchi-Mata gefunden. Als Inhaber des 4. Dan (Yondan) wurde er nach Beendigung seiner aktiven Laufbahn ab 1966 bis 1972 Nachwuchstrainer und ab 1969 bis 1990 Assistenztrainer des ASK Vorwärts Frankfurt.
Nach seiner Entlassung als hauptberuflicher Judotrainer und Sportoffizier der NVA in die Erwerbslosigkeit beging Herbert Niemann 1991 im Alter von 55 Jahren Suizid.

## Erfolge
- 1956: Berliner Meister; Armeemeister (NVA)
- 1958: DDR-Meister
- 1959: EM-Fünfter (Wien), DDR-Mannschaftsmeister (ASK Vorwärts Berlin)
- 1960: DDR-Mannschaftsmeister (ASK Vorwärts Berlin)
- 1961: Erster Europameister aus DDR[2][3] 1. Dan und Vize-Europameister +80 kg (Mailand)
- 1962: Europameister[4] (Essen)[5][6], DDR-Meister
- 1963: EM-Dritter (Genf)[6], DDR-Meister
- 1964: Europameister[6][7] (Ost-Berlin), EM-Dritter Team (Berlin), Olympiateilnehmer (Tokio)
- 1965: Europameister[6][8] (Madrid), EM-Dritter Team (Madrid), WM-Teilnehmer (Rio de Janeiro), DDR-Meister
- 1966: EM-Dritter Team(Luxemburg)[6]

## Auszeichnungen
- 1961 – „Meister des Sports“
- 1963 – 3. Rang bei der Wahl zum „Armeesportler des Jahres“ in der DDR
- 1964 – „Verdienter Meister des Sports“

## Herbert Niemann Dōjō
Die Trainingshalle der Judoka des Polizeisportvereins 05 Köthen e.V. erinnert seit 2010 mit einer Gedenktafel und dem Namen „Herbert Niemann Dōjō“ an den aus Drosa stammenden Weltklassesportler und Olympiateilnehmer. Erinnerungen an Herbert Niemann lebten in Köthen wieder auf, als der 1958 in Ost-Berlin geborene Sohn Niemanns, Ralf Großmann, überraschend 2011 die nach seinem Vater benannte Trainingshalle besuchte und sich dort den Sportfreunden auf der Tatami ebenfalls als Judoka vorstellte. Beim Besuch in der Heimat seines Vaters präsentierte sich Ralf Großmann als beeindruckender Schwergewichtler, der als Mitglied der Homburger Turngemeinde 1846 e.V. in Bad Homburg lebt und in der höchsten Seniorenklasse aktiv geblieben ist. An die sportlichen Erfolge seines Vaters konnte Großmann in seiner Judokarriere allerdings nicht heranreichen, obwohl er selbst auch eine gute Wettkampfstatistik vorzuweisen hat.

## Video
- Judo Tokyo 1964 Kiknadze (USSR) - Niemann (GER)